# Gaetano Saracco
Gaetano Saracco (Genua, 25 april 1856 – Parijs, 12 februari 1922) was een Italiaans choreograaf en danser. 

## Biografie
Hij werd gedoopt op 25 april 1856 in de Santa Maria delle Vigne kerk te Genua en overleed op 12 februari 1922 te Parijs.
Saracco was de zoon van Giuseppe Saracco, een bekende mimeartieste aan het Teatro della Pergola te Firenze, en Maddalena Balbo. Hij maakte zijn debuut aan het Teatro Quirino in Rome in 1874. Daarna ging hij aan de slag in Firenze, Pisa en Turijn. In 1880 keerde hij terug naar Firenze.
Tijdens het 1882-1883 seizoen danste Saracco in Parijs. Hij voerde er de titelrol uit van het ballet Excelsior van Luigi Manzotti en Romualdo Marenco. Het volgende seizoen werkte hij bij Teatro alla Scala in Milaan onder begeleiding van Enrico Cecchetti.
Saracco ging op tournee door de Verenigde Staten in 1884. Daarna bracht hij een jaar door in Londen aan het Alhambra Theatre. Hij ontmoette er de zangeres Emma Davies, met wie hij ook huwde.
In 1886 verliet Saracco Londen om balletmeester te worden aan de Koninklijke Muntschouwburg te Brussel. Deze positie behield hij tot in 1888. Daarna ging hij 4 maanden aan de slag aan het Teatro dell'Opera di Roma te Rome, waarna hij terugkeerde naar Brussel in maart 1889. De komende jaren reisde hij rond tussen Milaan, Monte Carlo en Brussel, en trad hij op in Sint-Petersburg, Odessa, Moskou, Londen en Genève.
Saracco zette een punt achter zijn carrière in 1916. Zes jaar later stierf hij in de rue de Trévise in het 9de arrondissement van Parijs. Hij werd begraven in het kerkhof van Batignolles.

## Choreografieën
- La Esmeralda (Gênes, 1882)
- Myosotis (Brussel, 11 december 1886)
- Milenka (Brussel, 3 november 1888)
- Le Cœur de Sîtâ (Parijs, 16 mei 1891)
- La Bella dormente (Milaan, 11 maart 1896)
- Javotte (Milaan 1897)
- Le Chevalier aux fleurs (Parijs, 15 mei 1897)
- Saffo (Milaan 1898)
- Il Carillon (Milaan, 4 januari 1899)
- Les Deux Pigeons (Brussel, 18 maart 1901)
- La Captive (Brussel, 15 april 1902)
- La Korrigane (Brussel, 26 november 1902)
- Lilia (Brussel, 5 maart 1903)
- Zannetta (Brussel, 13 november 1904)
- La Sirène (Monte-Carlo, 27 februari 1905)
- Au temps jadis (Monte-Carlo, april 1905)
- La Mariska (Monte-Carlo, 28 april 1905)
- Paquita (Monte-Carlo, 27 februari 1906)
- La Sniegourka (Monte-Carlo, 20 april 1906)
- Au printemps (Monte-Carlo, 26 januari 1907)
- La Poupée (Monte-Carlo, 8 maart 1907)
- Louis XIV (Monte-Carlo, 13 maart 1907)
- Espada (Monte-Carlo, 15 februari 1908)
- Le Tzar (Monte-Carlo, april 1908)
- Vers l'azur (Genève, september 1908)
- L'Horloge (Lucerne, oktober 1908)
- La Fée au bois  (Maisons-Laffitte, 27 juli 1911)
- Ballet blanc (Biarritz, 9 augustus 1911)
- Silène libertin (Biarritz, 27 augustus 1911)
- Brahma (Maisons-Laffitte, 24 oktober 1911)
- Une nuit d'Ispahan (Maisons-Laffitte, 28 juli 1912)
- Kermesse flamande (Monte-Carlo, december 1912)
- Les Fiançailles en Le Jardin du harem (Deauville, 28 september 1913)
- Divertissement patriotique (Monte-Carlo, 5 mei 1916)